# Milka Mankoč
Milka Mankoč, slovenska narodna delavka, * 2. junij 1866, Trst, † 23. oktober 1954, Ljubljana.

## Življenje in delo
Rodila se je kot zadnja od devetih otrok tržaškega veletrgovca Jakoba Mankoča. Osnovno šolo je obiskovala v rojstnem kraju, nato še srednjo pri uršulinkah v Ljubljani. V sorodstvu je ohranjeno izročilo, da so bratje Milko kot najmlajšo sestro prosili naj se ne poroči, ker so njene tri sestre umrle po porodih. To potrjuje tudi njena prijateljica Marica Bartol. Tako je ostala samska in se posvetila narodnoobrambnemu in karitativnemu delu. Leta 1887 je bila v Trstu ustanovljena ženska podružnica Družbe svetega Cirila in Metoda, ki je vzdrževala dve osnovni šoli in več otroških vrtcev v mestu in okolici. Mankočeva, ki je bila soustanoviteljica te podružnice, je bila izbrana za blagajničarko in to delo opravljala 15 let, vmes je bila v letih 1888-1889 tudi predsednica, vendar se je tej časti po enem letu odpovedala.
S priključitvijo Trsta Kraljevini Italiji in prihodom fašistov na oblast je prenehalo delovanje Družbe svetega Cirila in Metoda. Zavedni Slovenci so iskali nove oblike delovanja. Mankočeva je bila med prvimi štirimi pobudnicami, ki so leta 1922 v Trstu ustanovile Žensko podporno udruženje. Iz kroga ustanoviteljic so Mankočeva, Marica Bartol, Milka Martelanc, Antonija Slavik in še nekatere druge gospe ustanovile revijo Ženski svet. Mankočeva se je zaradi fašističnih pritiskov  preselila v Kraljevina Srbov, Hrvatov in Slovencev. V njenem stanovanju na Dunajski cesti v Ljubljani so se zbirali mnogi Primorci, sama pa v Sloveniji ni več javno delala. V Mariboru je leta 1922 (na današnji Maistrovi ulici) kupila hišo in jo dala na razpolago svoji nečakinji, ženi Rudolfa Maistra.